# Marco Manfredi
Pour les articles homonymes, voir Manfredi.
Pas d'image ? Cliquez ici

a Compétitions nationales et continentales officielles uniquement.

b Matchs officiels uniquement.
Dernière mise à jour le 25 octobre 2023.
Marco Manfredi, né le 18 septembre 1997 à Fribourg-en-Brisgau (Allemagne), est un joueur international italien de rugby à XV. Il joue au poste de talonneur au Zebre en United Rugby Championship.

## Carrière

### En club
Marco Manfredi fait ses débuts senior en 2015 avec le club de l'Amatori Rugby San Donà en championnat d'Italie. Par la suite, entre 2016 et 2018, il joue pour les espoirs du club du Montpellier HR. À partir de la saison 2018-2019, il signe pour le club italien de Calvisano, il se voit également offrir un contrat de Permit Player avec la franchise de Pro14 du Zebre, c'est-à-dire qu'il évolue avec Calvisano mais lorsque le Zebre a besoin de lui il peut être convoqué par cette équipe. Ensuite, il fait partie de l'effectif du Zebre à temps plein.

### En sélection
Marco Manfredi fait partie de l'équipe d'Italie des moins de 20 ans pour le Tournoi des Six Nations des moins de 20 ans 2016 et pour le Championnat du monde junior 2016.
En janvier 2023, il est sélectionné avec l'Italie par Kieran Crowley pour le Tournoi des Six Nations 2023. Il fait ses débuts internationaux contre l'Écosse lors de la dernière journée du Tournoi.
En mai 2023, il est sélectionné avec l'Italie dans un groupe de 46 joueurs pour préparer la Coupe du monde 2023. S'il n'est à l'origine pas sélectionné pour le Mondial, il est de nouveau appelé à la suite de la blessure de Luca Bigi en plein milieu de la phase de poule.
En janvier 2024, il est convoqué pour le Tournoi des Six Nations. Par la suite, après n'avoir pris part à aucune rencontre, il déclare forfait pour la quatrième journée.